# Martyn Snow
Martyn James Snow (né en 1968) est un évêque anglican britannique. Depuis 2016, il est évêque de Leicester. Il est précédemment évêque de Tewkesbury de 2013 à 2016 et archidiacre de Sheffield et Rotherham de 2010 à 2013.

## Biographie
Snow est né en 1968 en Indonésie . Il fait ses études à l'Université de Sheffield, où il étudie la chimie. Il se forme pour l'ordination à Wycliffe Hall, Oxford, un collège théologique anglican de tradition évangélique.
Snow est ordonné diacre à Petertide 1995 (2 juillet) par David Lunn, évêque de Sheffield, à la cathédrale de Sheffield et ordonné prêtre à la suite de Petertide (5 juillet 1996) par Michael Gear, évêque de Doncaster à son église titre (St Andrew's, Brinsworth). Il est vicaire adjoint à Brinsworth avec Catcliffe et Treeton avant de servir avec la Church Mission Society en Guinée. Il est vicaire de Christ Church, Pitsmoor de 2001 à 2010 et doyen de la région d'Ecclesfield à partir de 2007.
Le 25 septembre 2013, Snow est consacré évêque par Justin Welby, archevêque de Cantorbéry, lors d'un service à l'Abbaye de Westminster,. En octobre 2013, il prend ses fonctions d'évêque de Tewkesbury, évêque suffragant du diocèse de Gloucester. Il est évêque diocésain par intérim de Gloucester du 5 août 2014 jusqu'à ce que Rachel Treweek prenne le poste d'évêque diocésain en juin 2015.
Le 15 décembre 2015, il est nommé à Leicester et prend ses fonctions le 22 février 2016. Il est alors le plus jeune évêque diocésain de l'Église d'Angleterre, âgé de 48 ans. Le 14 mai 2016, un service d'installation a lieu à la cathédrale de Leicester.
Depuis octobre 2016, Snow siège au National Safeguarding Steering Group (NSSG) de l'Église d'Angleterre,.
Il devient membre de la Chambre des lords (en tant que Lord Spiritual) le 6 octobre 2022.